# .007
.007, (originalmente subtitulada, «The Story of an American Locomotive») es un cuento corto escrito por Rudyard Kipling. Es una historia en la cual los personajes son locomotoras y .007 es el número de serie del protagonista.
La historia apareció por primera vez en la revista Scribner's Magazine en agosto de 1897, y luego fue coleccionada con otras historias de Kipling en el libro «The Day's Work» (1898).
Las propias locomotoras tienen personalidad y hablan de manera evocadora sobre como en la vida real debería ser la actitud de los hombres que las manejan. Los seres humanos solo aparecen en la historia vistos desde el punto de vista de las locomotoras. La historia cuenta una especie de rito de iniciación. Un tren de mercancías rápido descarrila golpeándose contra un joven cerdo que estaba en la vía, y terminó en una granja. .007, una locomotora joven, nueva y "sensible" actúa de manera heroica y varonil remolcando el tren, ganándose así el respeto de las locomotoras mayores. Al final, la locomotora que está en lo más alto del ranking "Purple Emperor", una "magnífica seis-ruedas-enganchadas locomotora de carreras, que transporta el orgullo y la gloria del camino, los millonarios saltos del sur express" le induce a una organización fraternal (o unión laboral?):

" ...Yo por la presente declaro y pronuncio a No. .007 un completamente aceptado Hermano de la Hermandad de Amalgamas de Locomotoras, y como autorizado para todos los talleres , agujas, vías, depósitos, y depósitos de locomotoras con privilegios a través de mi jurisdicción, con el Grado de Aviador Superior, siendo bien conocido y creíblemente reportado a mi que nuestro Hermano ha cubierto cuarenta y una millas en treinta y nueve minutos y medio con un mensaje de compasión hacia los afectados. A su debido tiempo, yo mismo te comunicaré el Santo y seña de este Grado para que en cualquier sitio seas reconocido en la oscuridad de la noche. Coge tu puesto, recién llegado Hermano entre Locomotoras! "

".007" es un relato de un conjunto de historias y poemas que Kipling escribió sobre motores, ingenieros y máquinas. Una historia social de tecnología muestra que Kipling fue un pionero en "establecer el mundo del trabajo como un sujeto apropiado para la literatura" y dice que

El afecto entre Kipling y los intenieros era mutua. No solo Kipling utilizaba ingenieros en su argumento, sino ingenieros que les gustaba su trabajo. Se convirtió en su extraoficial poeta laureado.

Algunos críticos contemporáneos piensan que fue demasiado lejos en esta historia. En un largo ensayo en la revista MacMillan's, "un admirador" que, conocedor de su comentario sobre bibicletas y caballos, no pensaba lo mismo sobre las máquinas que Kipling:

Aquí todos los Kipling-maníacos se liberaron a la vez: está la locura del argot americano, la locura de la jerga técnica, y la locura de creer que las conversaciones ridículas, muchas veces consistentes en obviedades morales, son divertidas porque puedes ponerlas en boca de las máquinas.... No hay duda de que las máquinas tienen su idiosincrasia, incluso su personalidad; una bicicleta puede ser casi tan molesta como un caballo. Por una vez puede ser muy divertido llevar la fantasía un poco más lejos y atribuirle sentimientos, pero Mr. Kipling había recargado el tema.

La historia se menciona alguna vez especulativamente como una de las muchas posibles fuentes de inspiración para 007 - el número de código secreto que identifica a James Bond, agente secreto ficticio creado por Ian Fleming -, pero no se conoce ninguna conexión.